# Annona paraguayensis
Annona paraguayensis este o specie de plante angiosperme din genul Annona, familia Annonaceae, descrisă de Robert Elias Fries. Conform Catalogue of Life specia Annona paraguayensis nu are subspecii cunoscute.